# Markus Heikkerö

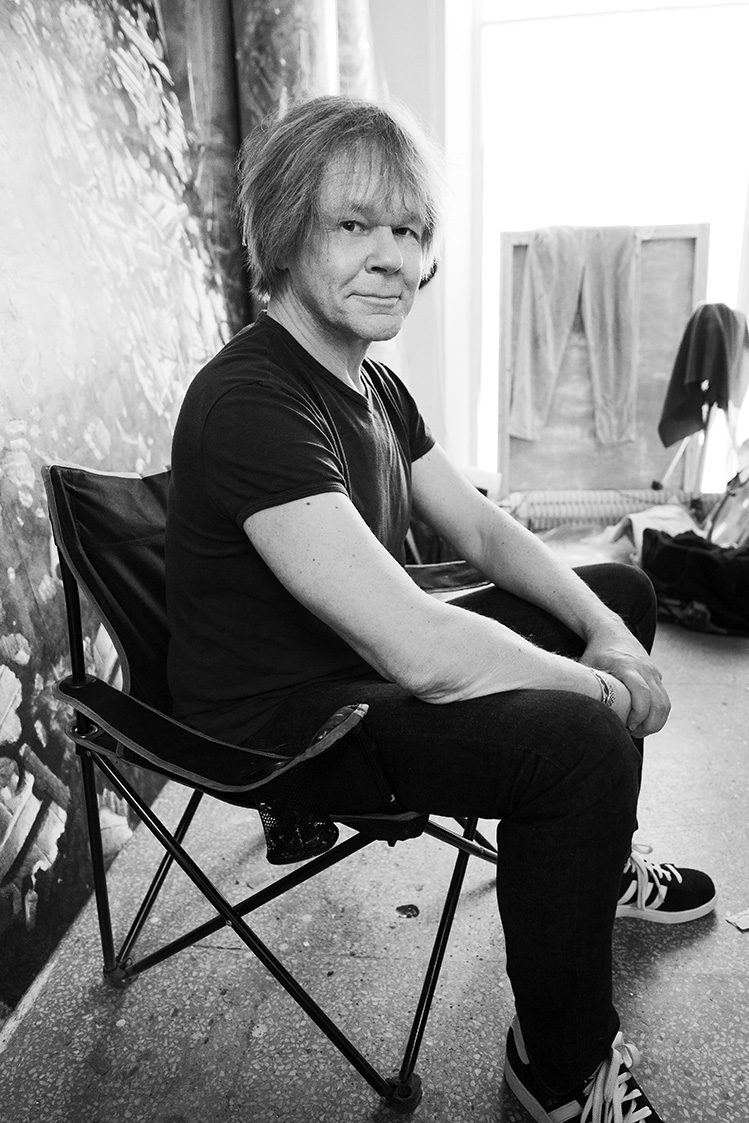
Markus Heikkerö.

Markus Tarmo Heikkerö, född 25 januari 1952 i Helsingfors, är en finländsk målare. 
Heikkerö besökte Fria konstskolan 1969 och genomgick Konstindustriella högskolan 1976–1980. Han debuterade på De ungas utställning 1969. Han väckte tidigt uppseende med sina surrealistiska och erotiska motiv. Han målar i huvudsak med oljefärger och hämtar sina motiv från en psykedelisk fantasivärld och science fiction. I USA har han bland annat påverkats av graffitikonsten sådan han upplevt den i Kalifornien. Hans måleri har stundom också varit mycket intensivt och expressivt. I hans senare måleri i början av 2000-talet försvinner figurerna helt och ersätts av bland annat surrealistiska stadsvyer med ödsliga torg, bland annat Senatstorget (The Square, 2003), sedda ur fågelperspektiv. En tendens till en ny tematik och mörkare färger kan emellertid redan observeras i hans arbeten. 
En retrospektiv utställning av Heikkerös måleri visades i Lahtis konstmuseum 2002 och nya arbeten i övervägande stort format på en utställning i Glogalleriet 2004. Han har verkat som timlärare vid Bildkonstakademin 1989 och 1998 och har även undervisat vid Konstindustriella högskolan 1997–1998, Konstinstitutet vid yrkeshögskolan i Lahtis från 1992 samt utomlands bland annat i USA, Nederländerna och Spanien.